# Mustapha
"Mustapha" é um single da banda britânica de rock Queen, lançado em abril de 1979 como single na Alemanha, Espanha, Iugoslávia e Bolívia. Em cada país, o single foi lançado com uma capa distinta. Algumas vieram com "In Only Seven Days", de John Deacon como B-side, outras "Dead On Time", de Brian May ou até mesmo "Dreamer's Ball".
As línguas contidas na canção consistem em inglês, árabe, persa e, possivelmente, uma série de palavras inventadas por Freddie Mercury, compositor de "Mustapha". Algumas palavras são um tanto compreensíveis, como "Mustapha", "Ibrahim" e as frases "Allah, Allah, Allah will pray for you" (Allah, Allah, Allah vai orar por você).
Em performances ao vivo, tais como no álbum Live Killers, Mercury muitas vezes cantou os vocais de abertura de "Mustapha" no lugar da introdução complexa da música "Bohemian Rhapsody", passando de "Allah will pray for you" para "Mama, just killed a man...". No entanto, por vezes, a banda tocou uma versão quase completa da canção, com Mercury ao piano.

## Ficha técnica
Banda
- Freddie Mercury - vocais, piano e composição
- Brian May - guitarra
- Roger Taylor - bateria, hawk-bells
- John Deacon - baixo